# فاضل رسول
فاضل رسول  (بالكردية: فازیل ڕەسوڵ، بالألمانية Fadil Rasoul أو Fadhil Rassoul) (السليمانية 1947– فيينا 13 تموز 1989) مفكر وكاتب ومترجم وأكاديمي كردي.

## حياته
ولد عام 1947 في السليمانية. درس العلوم السياسية في جامعة بغداد.
انتمى إلى الحزب الشيوعي العراقي في مقتبل عمره (13عاما) ثم ترك صفوف الحزب أواخر ستينيات القرن العشرين بعد انهيار حركة الكفاح المسلح بقيادة خالد زكي في الأهوار. وأسس مع زملاء آخرين له جماعة (وحدة القاعدة) والحزب الشيوعي-القيادة المركزية (التي كان من بينها الدكتور عادل عبدالمهدي ومظفر النواب). وفي السبعينيات كان أحد مؤسسي الاتحاد الوطني الكردستاني. وفي منتصف السبعينيات غادر إلى أوروبا واستقر في النمسا لمواصلة دراسته. في عام 1985 حصل على درجة الدكتوراه في العلوم السياسية الدولية في برلين عن أطروحته بالالمانية Grossmachtpolitik und Freiheitskampf: Kurdistan und die sowjetische Nahost-Politik (تدخل القوى العظمى: الاتحاد السوفيتي والقضية الكُردية) ثمّ أصبح أستاذا في إحدى الجامعات في فيينا.

### الحوار
عام 1985 أسس بين باريس وفيينا مجلة الحوار التي كانت تديرها زوجته سوزان رسول ثم تغير اسمها إلى منبر الحوار لتصدر في بيروت وتولى رئاسة تحريرها بعد فاضل رسول المفكر اللبناني وجيه كوثراني.

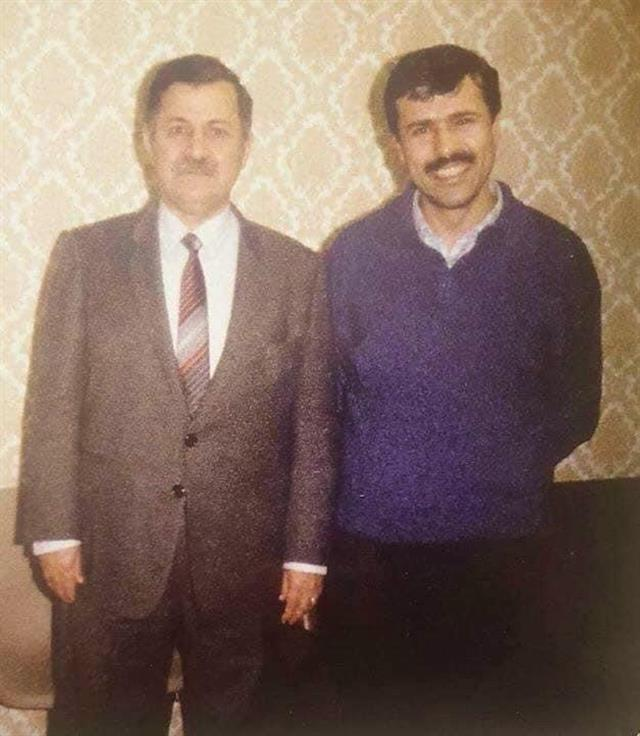
فاضل رسول مع جلال طالباني

عُرف فاضل كمفكر بارز في المراكز الثقافية بالعالم العربي وقام عام 1989 بتنظيم وإدارة مائدة الحوار في القاهرة، حيث جمع أبرز المفكرين العرب من العلمانيين والاسلاميين والقوميين أمثال محمد عمارة، طارق البشري، فهمي هويدي، عصمت سيف الدولة، محمد سليم العوا، علي الدين هلال، سعد الدين ابراهيم، مهدي الحافظ، محجوب عمر وآخرين. ما يعتبره المفكر اللبناني وجيه كوثراني، المحاولة التأسيسية للحوار بين الاتجاهات الفكرية والسياسية المختلفة في الشرق.

## اغتياله
أصبح في أواسط عام 1989 وسيطاً للحوار في المفاوضات بشأن الحكم الذاتي للأكراد بين الحزب الديموقراطي الكُردستاني الإيراني ووفد الجمهورية الاسلامية الإيرانية. أغتيل من قبل المخابرات الإيرانية بمسدسات كاتمة للصوت في 13 تموز 1989 بفيينا مع عضوي الوفد الكردي الدكتور عبدالرحمن قاسملو، زعيم الحزب الديموقراطي الكُردستاني الإيراني، ونائبه عبدالله قادري آزر.

## مؤلفاته

### بالعربية
- من تاريخ الحركة الثورية في إيران - دار الكلمة للنشر بيروت 1979
- هكذا تكلم علي شريعتي - دار الكلمة للنشر بيروت 1987[6]

### بالألمانية
- Irak-Iran: Ursachen und Dimensionen eines Konflikts -Böhlau - 1987[7] وترجمه فاضل بنفسه إلى العربية وصدرت الترجمة العربية  (العراق - إيران ... أسباب وأبعاد النزاع) عام 1992 عن المعهد النمساوي للسياسة الدولية
- Grossmachtpolitik und Freiheitskampf: Kurdistan und die sowjetische Nahost-Politik - Junius  – 1988[8] وترجمه إلى العربية غسان نعسان وصدرت الترجمة العربية (كردستان والسياسة السوفيتية في الشرق الأوسط) عن مكتب الفكر والوعي في الإتحاد الوطني الكردستاني عام 2008
- Kultureller Dialog und Gewalt. Aufsätze zu Ethnizität, Religion und Staat im Orient  – Edition M - 1991[9]

### ترجماته من الفارسية إلى العربية
- إيران منفى السياسة والثورة، أبو الحسن بني صدر، دار الكلمة للنشر في بيروت 1979
- الحدود الفاصلة بين السياسة والدين، مهدي بازركان، دار الكلمة للنشر في بيروت 1979
- النفط والسيطرة - دور النفط في التطور الرأسمالي الراهن على الصعيد العالمي، أبو الحسن بني صدر، دار الكلمة للنشر في بيروت 1980